# Ola Turkiewicz

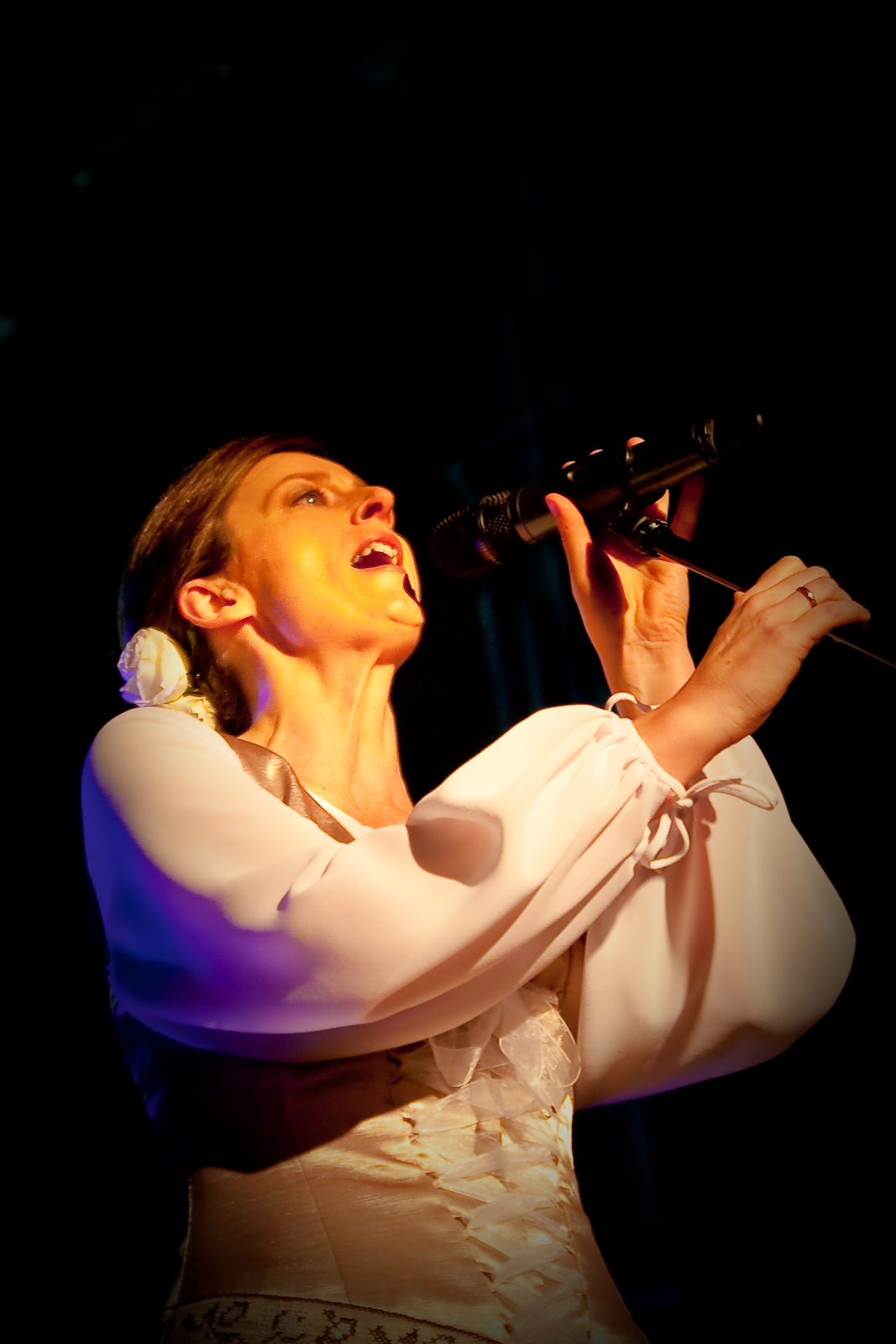
Ola Turkiewicz (2013)

Ola Turkiewicz (* in Ostróda als Aleksandra Turkiewicz) ist eine polnisch-kanadische Jazzmusikerin (Gesang, Komposition, Arrangement).

## Leben und Wirken
Turkiewicz lebte bis 1987 in Mrągowo. Dann migrierte sie nach Italien. 1993 ließ sie sich in Kanada nieder. Dort absolvierte sie das Humber College in Toronto, wo sie Jazzgesang und Komposition studierte.
Turkiewicz hat in Toronto mit Künstlern wie Richard Whiteman, Shelly Berger, Rob Thaller, Glenn Anderson, Neville Barnes, San Murata, Norm Amadio, Don Thompson, Neil Swainson, Reg Schwager und Terry Clarke gearbeitet. 2004 war sie Gast des First World Bass Festival in Wroclaw. Beim Polish Jazz Festival in Toronto trat sie zusammen mit Marek Bałata und mit Jan Ptaszyn Wróblewski auf. 2006 organisierte und produzierte sie Konzerte mit Jarek Śmietana und dem Don Thompson Quartet. Sie war weiterhin die Gründerin und Leiterin der Session-Musik-Formationen Arboretum Project und Panegiria, an denen zahlreiche Künstlerinnen aus unterschiedlichen Ländern beteiligt waren.
Seit 2009 ist Turkiewicz wieder vorrangig in Polen tätig. Dort organisierte und koproduzierte sie mit Jacek Górski jährlich am 11. November bzw. am polnischen Unabhängigkeitstag das Konzert der Unabhängigkeit in Warschau, aber auch an anderen Orten. 2018 war sie Mitbegründerin des Hybryda-Kulturfestivals, das sie seitdem musikalisch leitet. Weiterhin komponierte sie Filmmusiken, wobei sie Gesang mit elektronischer und elektroakustischer Musik kombinierte.

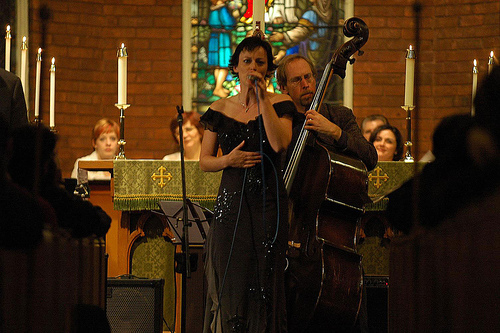
Ola Turkiewicz (mit Neil Swainson, 2006)

## Preise und Auszeichnungen
- Ehrenplakette für Verdienste um die polnische Kultur (2014)
- Verdienstabzeichen der Stadt Warschau (2014)[6].
- Goldenes Verdienstkreuz der Republik Polen (2017)[7]
- Medaille anlässlich des 100. Jahrestags der Wiederherstellung der Unabhängigkeit (2021)[8]

## Diskographische Hinweise
- Ola Turkiewicz & Bill Stewart: A Little Bit of Jazz (Upfront Band, 2001)
- Koncert Niepodległości, „Polish Independence Concert” (Fundacja Dziedzictwa Rzeczypospolitej 2016)
- Projekt Arboretum: Mazurÿ, Warnijoki, Jadźwięgi, Prūsai (Fundacja Dziedzictwa Rzeczypospolitej 2017)